# Louis Versyp
Louis Versyp (* 5. Dezember 1908 in Brügge; † 27. Juni 1988) war ein belgischer Fußballspieler.

## Spielerkarriere
Versyp spielte während seiner aktiven Laufbahn in seiner Heimatstadt für den FC Brügge. In 293 Spielen erzielte er 93 Tore für seinen Verein, gewann aber keinen Titel.
Zwischen 1928 und 1936 bestritt Versyp 34 Länderspiele für die Belgische Fußballnationalmannschaft, in denen er acht Tore erzielte.
1928 nahm er mit der belgischen Auswahl an den Olympischen Sommerspielen in Amsterdam teil. Die Belgier gewannen im Achtelfinale gegen Luxemburg mit 5:3. In diesem Spiel debütierte Versyp in der Nationalmannschaft und erzielte das zwischenzeitliche 2:0 für Belgien.  Bei der 3:6-Niederlage im Viertelfinale gegen Argentinien stand er nicht in der Mannschaft.
Zwei Jahre später wurde er in den belgischen Kader bei der ersten Weltmeisterschaft in Uruguay berufen. Belgien verlor die Gruppenspiele gegen die Vereinigten Staaten mit 0:3 und gegen Paraguay mit 0:1. In beiden Partien stand Versyp in der Startaufstellung.
Bei der Fußball-Weltmeisterschaft 1934 stand er erneut im belgischen Aufgebot, wurde bei der 2:5-Niederlage im Achtelfinalspiel gegen Deutschland jedoch nicht eingesetzt.

## Trainerkarriere
Nach dem Zweiten Weltkrieg wurde er Cheftrainer seines Stammvereins FC Brügge. Bereits in seiner ersten Saison stieg er 1946 mit dem Klub in die höchste belgische Spielklasse auf. Es folgte der unmittelbare Abstieg. Nach zwei weiteren Jahren in der Zweitklassigkeit gelang 1950 der Wiederaufstieg. Trotz darauffolgendem Klassenerhalt wurde sein Vertrag nicht verlängert.
Es folgte ein einjähriges Engagement beim Provinzklub KSK Maldegem. 1951 wurde er von AS Ostende verpflichtet. Zur Halbzeit der Saison lag Ostende noch in Führung, wurde aber schließlich Dritter und verpasste den Aufstieg in die erste Spielklasse.
Daraufhin übernahm er das gerade in die dritte Liga abgestiegene Team von Cercle Brügge. Dort wurde er 1954 vorzeitig suspendiert. 1956 kehrte er zu Cercle Brügge zurück und löste Guy Thys als Spielertrainer ab. Schließlich übernahm er erneut AS Ostende, den er 1963 verließ.